# Glen Davies (cầu thủ bóng đá)
Glen Davies (sinh ngày 20 tháng 2 năm 1976) là một cầu thủ bóng đá thi đấu ở Football League cho Hartlepool United.